# Löwenbräu

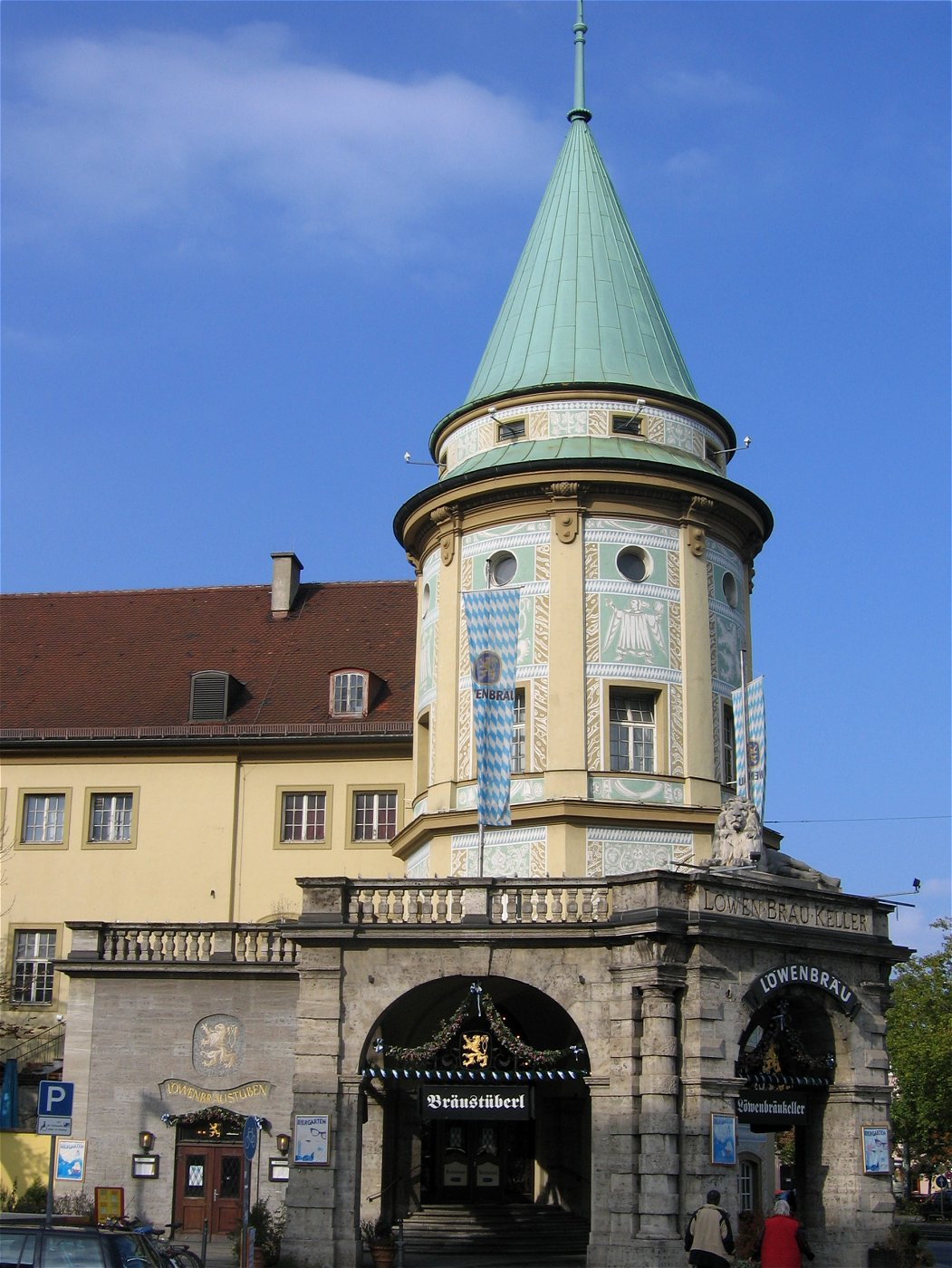
Löwenbräukeller em Munique.

Löwenbräu é uma cervejaria de Munique controlada pela Anheuser-Busch InBev. Seu nome significa cervejaria do leão em alemão. A maioria de suas cervejas são feitas de acordo com a Reinheitsgebot, a lei de qualidade da Bavária de 1516.
A Löwenbräu foi provavelmente fundada em 1383. Em 1524, Jörg Schnaitter, (um mestre cervejeiro), é mencionado em conexão com a propriedade do endereço 17 Löwengrube. A cervejaria foi primeiramente mencionada nos registros de impostos da cidade em 1746. O emblema do leão é originário de um afresco do século XVII que mostra Daniel na cova dos leões.

## História

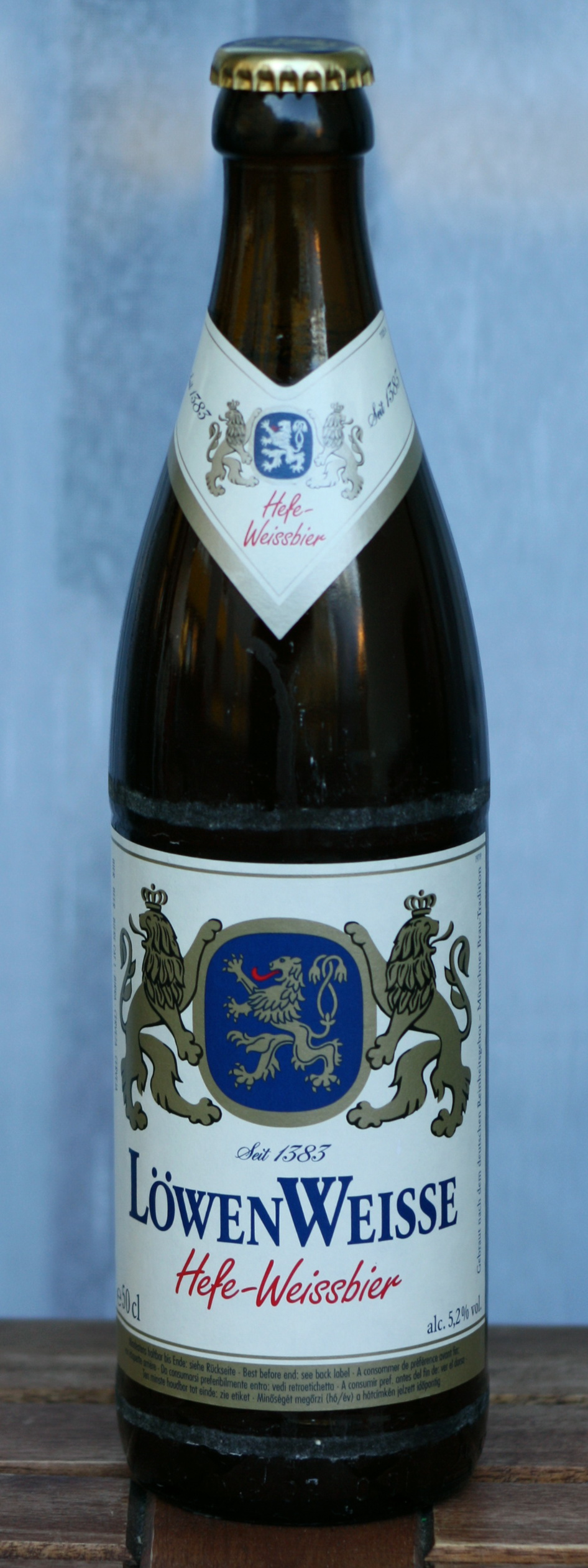
Garrafa de Löwenbräu Löwen Weisse Hell, uma hefeweizen com teor alcoólico de 5.2% ABV

Löwenbräu é alegado [por quem?] ter sido fundada por volta de 1383. Em 1524, Jörg Schnaitter, um pierprew (fabricante de cerveja), é mencionado em conexão com a propriedade no endereço 17 Löwengrube. A cervejaria foi mencionada pela primeira vez em 1746 nos registros fiscais de Munique. O emblema do leão se origina de um afresco do século 17 na cervejaria, representando Daniel na cova dos leões .
Em 1818, Georg Brey, um cervejeiro de origem camponesa, comprou a cervejaria, que começou a crescer sob sua gestão. Em 1826, as operações de cerveja começaram a se mudar para um novo local na Nymphenburger Strasse; a mudança foi concluída em 1851. Em 1863, Löwenbräu havia se tornado a maior cervejaria de Munique, produzindo um quarto da produção de cerveja da cidade.

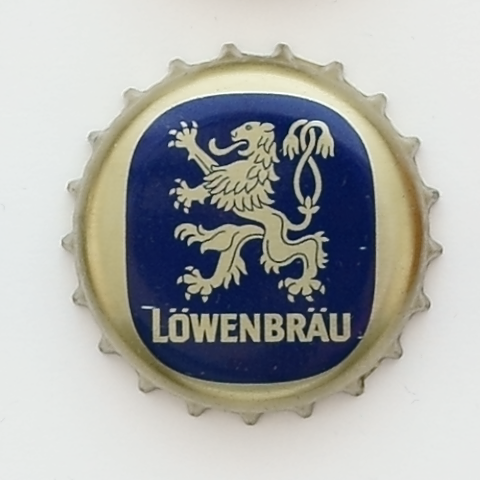
Logotipo em uma tampa de garrafa

A cervejaria foi formalmente incorporada em 1872 sob o nome de Aktienbrauerei zum Löwenbräu. Como cervejeiro e proprietário, Ludwig Brey adquiriu as propriedades vizinhas de Nikolaus Nassl, um Bierwirt (vendedor de cerveja). Por ordem de Brey em 1882 e 1883, os irmãos Rank construíram o Löwenbräukeller, de acordo com os planos de Albert Schmidt na propriedade da cervejaria. A grande inauguração do Löwenbräukeller foi em 14 de junho de 1883. Em 1886, a marca do leão foi registrada. Por volta da virada do século, Löwenbräu era a maior cervejaria da Alemanha, embora fortemente dependente das exportações.
O negócio de exportação foi afetado pela Primeira Guerra Mundial, por exemplo, o Löwenbräu London Depot fechou durante o período, tornando seus funcionários redundantes.
Em 1921, a Löwenbräu se fundiu com a Unionsbräu Schülein & Cie e a Munich Bürgerbräu, duas outras cervejarias. Essas fusões trouxeram mais propriedades à Löwenbräu, incluindo a Bürgerbräukeller . Em 1923, essa cervejaria ficou conhecida como o local do malsucedido Putsch da Cervejaria que Adolf Hitler liderou contra o governo do estado alemão da Baviera, do qual Munique era a capital do estado. Em 1928, a produção de cerveja da empresa ultrapassou pela primeira vez um milhão de hectolitros por ano. O conselho supervisor da nova corporação incluía Wilhelm von Finck, um dos proprietários da Bürgerbräu, e Joseph Schülein, que era judeu. O mandato posterior de Schülein como proprietário da empresa liderou os nazistas para ridicularizar a cerveja Löwenbräu como "cerveja judia". Um ataque aéreo aliado em 1945 destruiu a cervejaria. Depois da guerra, foi feito um acordo com os herdeiros de Schülein, que haviam fugido para os Estados Unidos, para garantir a sobrevivência da cervejaria. Ela retomou a exportação de cerveja em 1948 - primeiro para a Suíça.
A posição de mercado da Löwenbräu na Alta Baviera e o financiamento possibilitado por seus grandes ativos imobiliários ajudaram a impulsionar as vendas mundiais de sua cerveja. Na América do Norte, a Löwenbräu passou a ser considerada o arquétipo da cerveja de Munique, como demonstrado por sua presença na Montreal Expo em 1967.
Em 1975, a Miller Brewing adquiriu os direitos norte-americanos da Löwenbräu. Após dois anos de exportações, Miller começou a fabricar Löwenbräu internamente com uma receita americanizada, e as exportações de Munich Löwenbräu para a América do Norte cessaram. A Anheuser-Busch, cuja marca Michelob Miller pretendia competir com Löwenbräu, chamou a atenção dos reguladores e do público para as mudanças que Miller fez para produzir em massa a cerveja para o mercado americano, mudanças que introduziram ingredientes artificiais que não teriam sido permitido sob o Reinheitsgebot alemã oque Miller havia anunciado Löwenbräu como sendo compatível. Nenhuma ação regulatória foi tomada, mas as vendas de Löwenbräu caíram a um ponto em que ficou claro que a marca não competiria seriamente com a Michelob no segmento de cerveja premium.
Em 1999, os direitos norte-americanos de Löwenbräu passaram para a Labatt Brewing Company, que começou a fabricar cerveja Löwenbräu no Canadá para os mercados canadense e americano com a mesma receita usada na Alemanha. A produção de Löwenbräu da Labatt terminou em 2002 e as exportações de Munich Löwenbräu para a América do Norte foram retomadas, embora em uma escala muito menor do que era o caso antes do negócio da Miller.
Em 1997, a Löwenbräu se fundiu com a Spaten-Franziskaner-Bräu para formar o Spaten-Löwenbräu-Gruppe, que foi vendido para a Interbrew em 2003. Em 2004, a Interbrew se fundiu com a AmBev para formar a InBev, que em 2008 adquiriu a Anheuser-Busch para formar a Anheuser- Busch InBev. As propostas para mudar a cervejaria Löwenbräu do centro da cidade de Munique fracassaram, apesar da propriedade internacional da empresa. Hoje, Löwenbräu possui um dos mais antigos jardins da cerveja em Munique.
Em 2014, a Labatt recuperou os direitos canadenses de Löwenbräu e começou a fabricar cerveja Löwenbräu em sua cervejaria em London, Ontário, produzindo uma lata menor de 473 mililitros (16 fl oz dos EUA) e logo após lançar uma garrafa de 341 mililitros (11,5 fl oz dos EUA). Em novembro de 2014, o sommelier, consultor de vinhos e escritor canadense Jamie Drummond pediu um boicote à Löwenbräu canadense na publicação online "Good Food Revolution", alegando que o novo produto era inferior, diferente no sabor do original.

## Oktoberfest

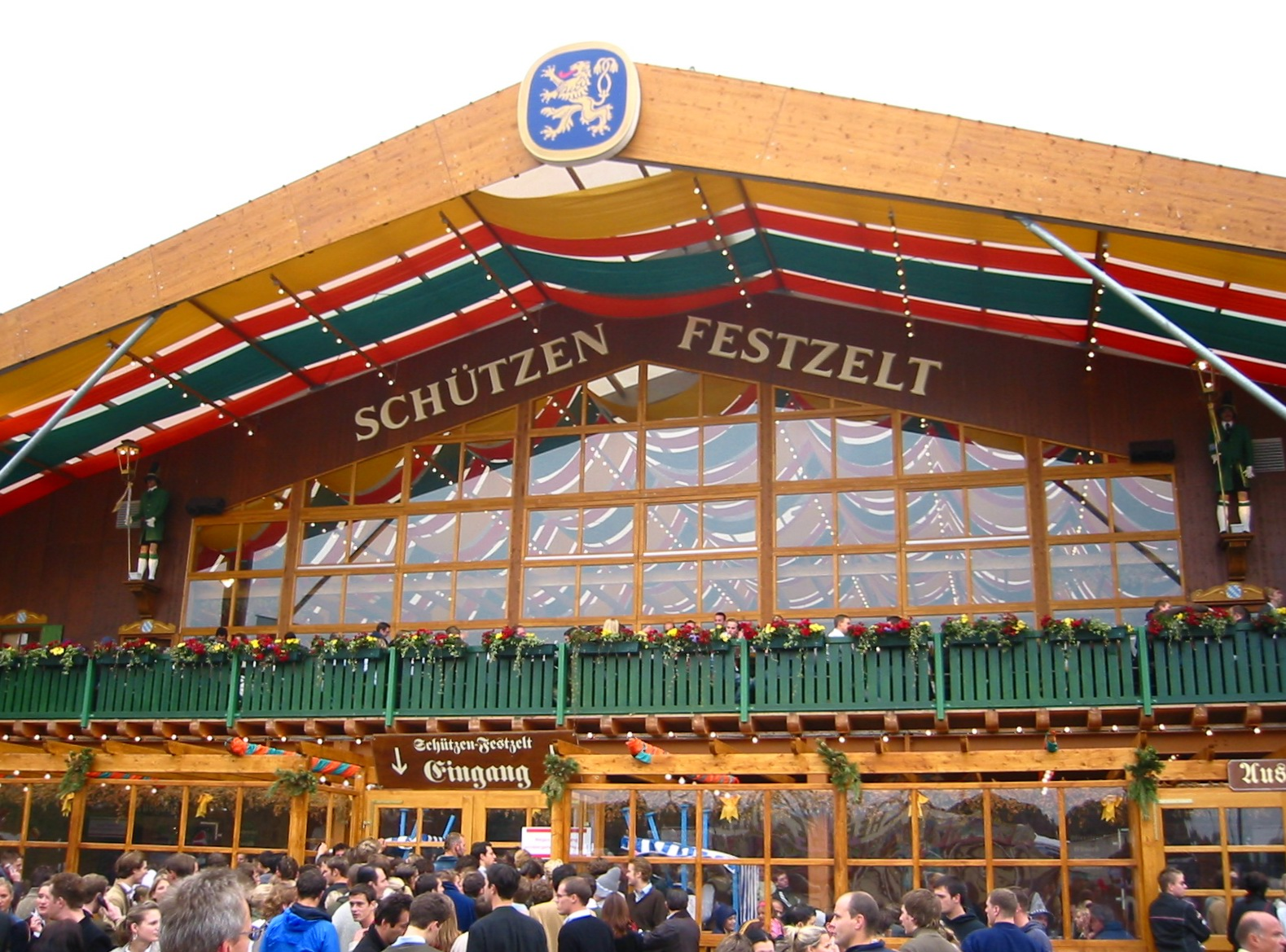
A tenda Schützenfestzelt na Oktoberfest de 2005

A cerveja Löwenbräu é servida em todas as Oktoberfest de Munique desde 1810. Como apenas as cervejas produzidas em Munique podem ser vendidas na Oktoberfest, a Löwenbräu é uma das seis cervejarias representadas, junto com a Augustinerbräu, Hofbräuhaus, Hacker-Pschorr, Paulaner e Spaten. Para a Oktoberfest, a Löwenbräu fabrica uma cerveja especial Märzen chamada Oktoberfestbier ou Wiesenbier ("cerveja do prado", referindo-se ao nome bávaro do local do festival, "Wiesn"). Duas das grandes tendas na Oktoberfest, o Löwenbräu-Festhalle e o Schützenfestzelt, são patrocinados pela Löwenbräu.

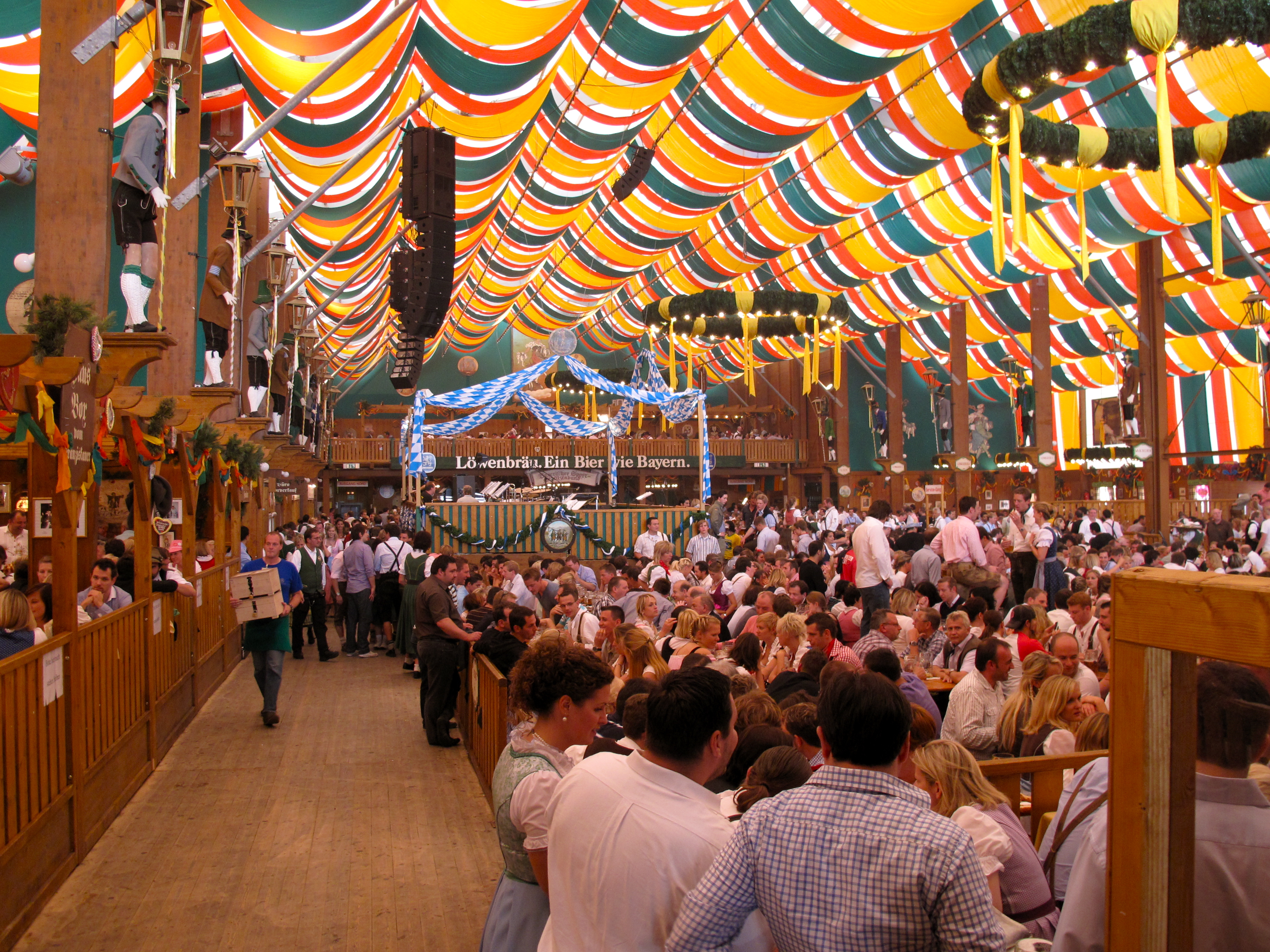
O Löwenbräu-Festhalle dentro da Oktoberfest de 2009

A cerveja Oktoberfest, também conhecida como Münchner Bier ("cerveja Munich"), é uma marca registrada do Club of Munich Brewers; A cerveja bávara (Bayrisches Bier) e a cerveja Munique em particular (Münchner Bier) são protegidas pela União Europeia como IGP.

## Cervejas
- Löwenbräu Original for Export
- Löwenbräu Münchner Hell: uma Munich Helles (5.2% ABV)
- Löwenbräu Münchner Dunkel: uma lager escura (5.5% ABV)
- Löwenbräu Triumphator: uma doppelbock (7.5% ABV)
- Löwenbräu Alkoholfrei: sem álcool
- Löwenbräu Urtyp: uma helles (5.4% ABV)
- Löwenbräu Pils (formerly "der Löwenbräu"): a mais lupulada pilsners de Munique (5.4% ABV)
- Löwenbräu Dunkle Weisse: uma hefeweizen (5.2% ABV)
- Löwenbräu Löwen Weisse Hell: uma hefeweizen (5.2% ABV)
- Löwenbräu Radler Beer: uma radler (2.5% ABV)
- Löwenbräu Oktoberfestbier: uma Märzen feita para Oktoberfest (6.1% ABV)